# Maldivi
Republika Maldivi (v domačem jeziku Divehi Radžžege) je država, ki jo sestavlja skupina okrog 2000 majhnih in nizkih atolov v Indijskem oceanu, jugo-jugozahodno od Indije oz. Šrilanke. Razprostirajo se v dolžini 840 km, v smeri poldnevnika, večji del v dveh vzporednih skupinah koralnih otokov, oddaljenih med seboj okrog 30 km. Naseljenih je samo 218 otokov s skupno površino 298 km².
Zaradi globalnih podnebnih sprememb se gladina oceana na območju države dviguje za 0,9 cm letno. Znanstveniki zaradi tega opozarjajo, da bo glede na višino otokov (ki v 80 % državnega ozemlja znaša približno 1 meter) v 100 letih to področje nenaseljivo. Tega se zavedajo tudi prebivalci, zato so Maldivi prva podpisnica Kjotskega sporazuma. Glavno mesto, Male je pred tsunamiji zaščiteno s 3 metre visokim obzidjem.
Glavne gospodarske panoge so ribolov, kmetijstvo (banane, papaje, mango) in ladjarstvo. V času ribolovne sezone odhaja na Indijski ocean polovica moškega prebivalstva, letni ulov pa dosega 40.000 ton rib.
Do 26. julija 1965, ko so postali samostojna država, so bili Maldivi pod upravo Združenega kraljestva, 11. novembra 1968, po smrti sultana M. F. Didija, pa so postali republika.